# Дірійський емірат
Дірійський емірат (араб. إمارة الدرعية) — перша саудівська держава, створена в 1744 Мухаммадом ібн Абдул-Ваххабом і Мухаммадом ібн Саудом.

## Історія
У першій половині XVIII ст. на території Аравійського півострова діяв мусульманський проповідник Мухаммад ібн Абдул-Ваххаб. Заручившись підтримкою еміра Айяни Усмана ібн Хаммада, він зі своїми прихильниками приступив до знищення різних «святих» місць. Це призвело до того, що влада вислала Ібн Абдул-Ваххаба з Аяйни, і в 1744 він облаштувався в Ед-Дірійї. Встановивши близькі стосунки з місцевим еміром Мухаммадом ібн ас-Саудом він зі своїми послідовниками став здійснювати походи на прилеглі оази. Проповіді Ібн Абд аль-Ваххаба послужили ідеологічною базою для арабського руху проти влади Османської імперії. 
У 1765 Мухаммад ібн Сауд помер і його місце зайняв Абдул-Азіз. Будучи не лише спадкоємцем престолу, а й імамом мусульман-ваххабітів, Абдул-Азіз зумів перетворити Дірійський емірат в сильну державу. Захопивши в 1773 Ер-Ріяд, Саудити підкорили собі весь центральний Неджд. 
До часу смерті Мухаммада ібн Абдул-Ваххаба в 1792 Дерійський емірат поширив свій вплив і на Східну Аравію. На захоплених територіях ваххабіти громили різні святині, які шанувалися населенням, у тому числі і шиїтські. До цього періоду відноситься і протистояння дірійцев з мекканськими шеріфами в Західній Аравії. 
Побоюючись розвитку успіхів саудитів, османська влада відправила проти них військові сили. Однак, потерпілі невдачу османські війська змушені були відступити. Скориставшись тим, що Османська імперія настільки ослабла, що не могла контролювати положення у своїх провінціях, дірійци вторглися в Ірак і в 1802 розгромили шиїтські святині в Кербелі. Наступного року саудити взяли Мекку, однак взяти Джидду та Медину їм не вдалося. У тому ж році дірійський емір Абдул-Азіз загинув внаслідок змови і його місце зайняв його син Сауд, який в 1805 захопив Медину та майже весь Хіджаз. 
У 1805-1810 саудити продовжували вторгнення в Ірак і Сирію. Але до 1811 проти них виступив єгипетський васал османського султана Мухаммад Алі. Його армія на чолі з Тусуном у 1813 відбила у дірійцев Хіджаз. Повстання, що почалося в Омані, змусило ваххабітів відступити з цього регіону. 
У 1814 помер Сауд. Його змінив його син Абдуллах ібн Сауд. До цього моменту саудити втратили контроль над Хіджазом, Оманом, Бахрейном та частиною Тіхами. Ззанаючи одну поразку за іншою до 1817 саудити втратили контроль над центральний Недждом, а вже наступного року впав останній оплот саудитів — місто Ед-Дір'ії. Багато саудитів загинули, а Ед-Дір'ію зрівняли із землею. Емір Абдаллах I ібн Сауд був відправлений у Стамбул, де його обезголовили. 
Проте вже в 1821 родич страченого еміра Туркі ібн Абдаллах підняв повстання проти османів, обравши як нову столицю місто Ер-Ріяд. У 1824 утворена Друга Саудівська держава..